# Prysmian Group

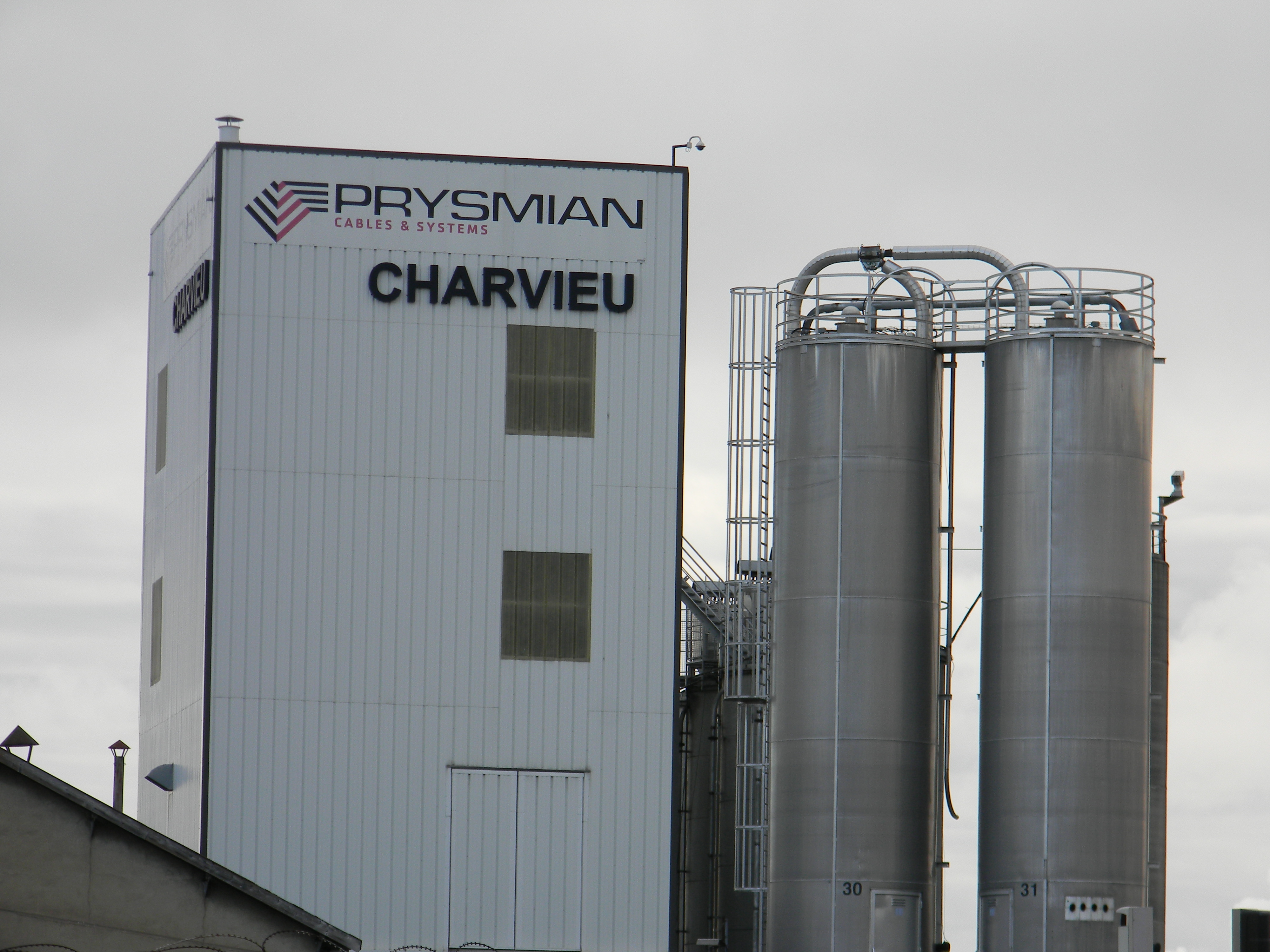
Fabriek van Prysmian in Frankrijk

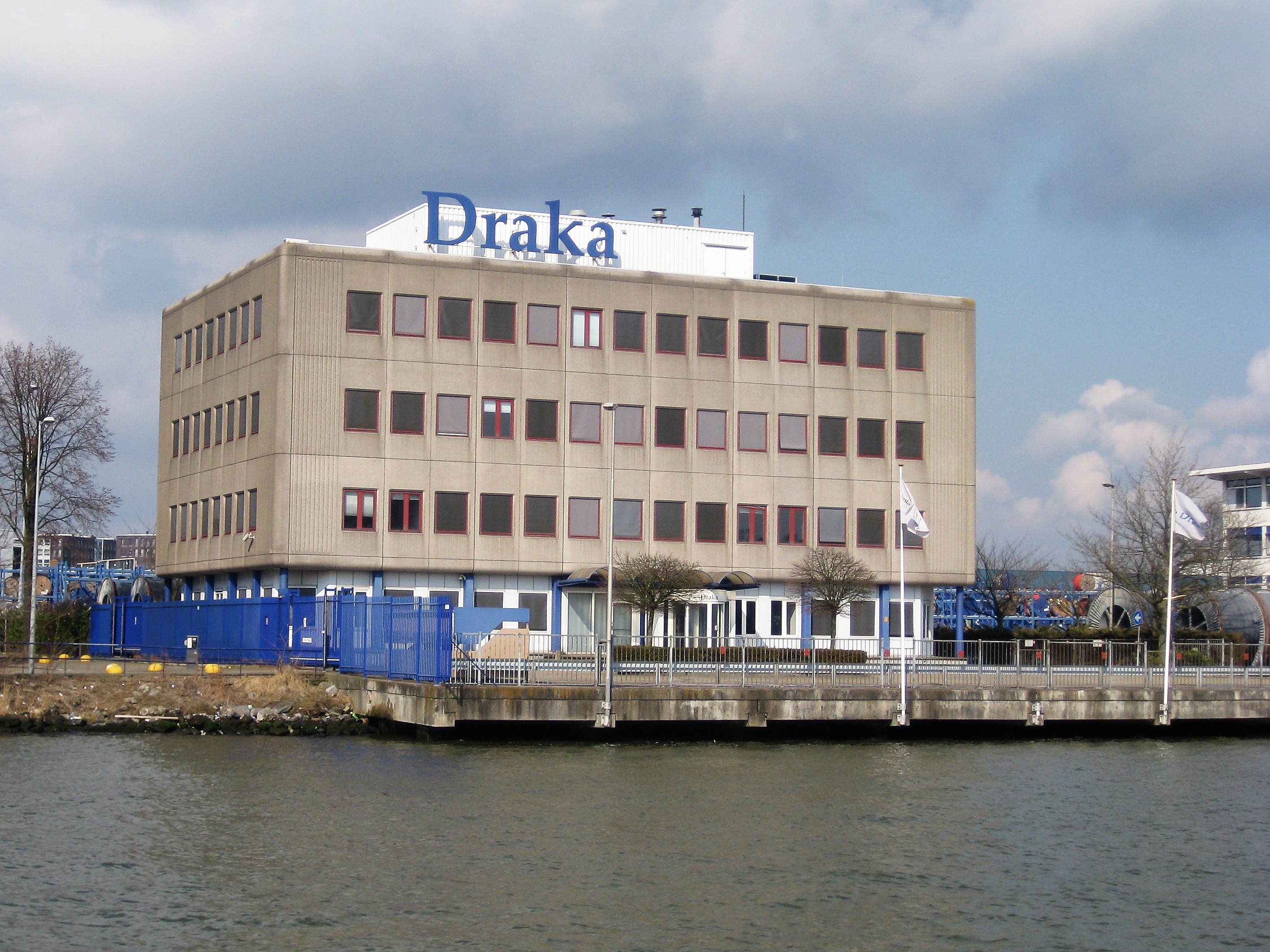
Draka, Amsterdam-Noord, niet meer in bedrijf

De Prysmian Group is een Italiaanse multinational genoteerd aan de beurs van Milaan. Het hoofdkwartier is tevens gevestigd in Milaan. Het bedrijf ontstond in 2011 door de fusie van het Italiaanse bedrijf Prysmian met de Nederlandse onderneming Draka. 

## Activiteiten
Prysmian is, gemeten naar omzet, de grootste producent ter wereld van kabels en leidingen. Het bedrijf had een omzet van ruim 16 miljard euro in 2022 en telde zo'n 30.000 medewerkers in 50 landen, 108 productiecentra en 26 onderzoekscentra.
Het bedrijf produceert voornamelijk een breed assortiment van elektriciteitskabels, van laag-, midden- en hoogspanningskabels en systemen voor ondergronds en onderzees gebruik. Dit is veruit de belangrijkste activiteit en levert zo'n 75% aan de totale omzet. Het maakt ook kabels voor telecommunicatie en dit onderdeel heeft een omzetaandeel van zo'n 12% in 2022. Naast het maken van kabels heeft Prysmian ook een projectenafdeling, die legt kabels op zee en op land en doet dit wereldwijd. Het bedrijf is ook actief bij de productie van kabels voor windparken.
Het bedrijf is genoteerd aan de Borsa Italiana en maakt onderdeel uit van de aandelenindex FTSE MIB.

## Geschiedenis

### Prysmian
Prysmian werd in 1879 in Milaan opgericht. Het was voornamelijk gericht op het produceren van telecommunicatie- en elektriciteitskabels voor de Italiaanse markt.
In 1905 trok het bedrijf een 5000 kilometer lange kabel over de bodem van de Atlantische Oceaan die Europa met de Verenigde Staten verbindt. Prysmian legde ook de elektriciteitsnetwerken aan in steden zoals New York, Chicago, Buenos Aires en Singapore.
Sinds de oprichting maakte Prysmian onderdeel uit van het Italiaanse banden- en kabelconglomeraat Pirelli. Onder Pirelli heette Prysmian toen Pirelli Cavi (kabel). In 2005 werd Pirelli Cavi door Pirelli voor 1,3 miljard euro verkocht om zijn overname van Italia Telecom te kunnen financieren. Pirelli Cavi ging verder door het leven als Prysmian. Sinds 2007 heeft Prysmian een zelfstandige notering aan de beurs van Milaan.

### Draka
De formele oprichting van Draka dateert van 20 april 1910, onder de naam Hollandsche Draad- en Kabelfabriek. Oprichters waren Jan Teeuwis Duyvis en Francis Osborn Howe. Duyvis stamde uit het familiebedrijf Duyvis in Koog aan de Zaan, dat vetten en oliën verwerkte. Jan Teeuwis zag anno 1910 meer toekomst voor elektriciteitskabels dan voor de lampolie die zijn familie maakte. In 1912 nam Philips een belang in Draka en was mede via een zetel in de Raad van Commissarissen betrokken. Het startkapitaal, f 500.000, werd al in 1913 vergroot tot f 1,5 miljoen en om de expansie tijdens de Eerste Wereldoorlog te bekostigen in 1915 uitgebreid tot f 5 miljoen. 
Draka werd groot in Amsterdam-Noord, mede door de opmars van de elektriciteit in bedrijven en huishoudens. De omhulling van de kabels was lange tijd rubber maar in de naoorlogse periode werd plastic al gauw belangrijk. In 1947 stichtte men een eigen plasticbedrijf dat in 1951 deels naar Hillegom werd verplaatst. In 1955 werd in Enkhuizen een aparte vestiging van Draka Plastics geopend waarheen in 1958 de in 1956 verworven activiteiten van Polva-Nederland te Oosterbeek werden overgebracht. In 1957 verkocht Philips zijn aandeel en fuseerde Draka met de Nederlandse Kabelfabriek (NKF). In 1970 werd Draka Kabel/NKF overgenomen door het Philips concern. In 1986 werd het weer afgesplitst van NKF en Philips en gingen de kabelactiviteiten zelfstandig verder onder de naam Draka Holding. Andere delen werden door Philips verkocht aan Solvay. Deels bestaan deze nog steeds als Draka Polymer Films en Draka Interfoam (sinds 1985 onderdeel van het Britse bedrijf Vita). Draka Plastics en Polva-Nederland in Enkhuizen werden in 1979 ingelijfd door Solvay en gingen in 1985 verder als Draka Polva BV. In 2007 verkocht Solvay de plasticfolie-afdeling aan het Braziliaanse Vulkan die het voortzette als Alkor Draka. De pijpleidingactiviteiten werden voortgezet onder de naam Pipelife. 
In september 2009 deed Prysmian een eerste bod op de Nederlandse branchegenoot Draka dat werd afgewezen. Einde 2010 werd de overnamestrijd rond Draka tussen Prysmian, het Franse Nexans en het Chinese Xinmao publiekelijk. De strijd werd eind januari 2011 beslist in het voordeel van Prysmian, nadat de grootaandeelhouder Flint (48,5%), de investeringsmaatschappij van de familie Fentener van Vlissingen, zich onvoorwaardelijk achter het Italiaanse bod had geschaard. Het bod van Prysmian was 8,60 euro plus 0,6595 aandeel Prysmian voor elk aandeel Draka; het aandeel Draka werd hiermee gewaardeerd op 17,20 euro. Prysmian nam over voor een bedrag van 0,8 miljard euro.
Na de overname beloofde Prysmian dat er in Nederland tot 2014 geen fabrieken gesloten zouden worden. Ook daarna zouden er weinig overlappende bedrijfsactiviteiten van beide bedrijven in Nederland zijn. In Nederland had de Prysmian Group na de overname zes vestigingen: in Emmen, Nieuw-Bergen, Eindhoven, Delfzijl, Amsterdam, en een fabriek en haar Benelux-hoofdkantoor in Delft. In 2016 is de vestiging in Amsterdam gesloten en zijn de activiteiten verplaatst naar Emmen. Medio 2016 viel het besluit om de fabriek voor telecomkabels in Delfzijl te sluiten. Daarmee verdwenen circa 80 arbeidsplaatsen. De productie werd overgenomen door fabrieken elders in Europa. De afdeling Onderzoek en Ontwikkeling, het laboratorium en het magazijn met zo'n 20 medewerkers verhuisden naar Emmen. In 2023 heeft Prysmian in Nederland productielocaties in Delft (tevens regionaal hoofdkantoor Noord-Europa), Eindhoven, Emmen en Nieuw-Bergen (Donné Draad).

### Overname General Cable
In december 2017 maakte Prysmian een bod bekend op zijn Amerikaanse branchegenoot General Cable, die vooral elektriciteitskabel produceert. Prysmian bood ongeveer US$ 3 miljard, inclusief de schulden van General Cable. Op 6 juni 2018 werd de overname afgerond. Bij het gecombineerde bedrijf werkten toen 31.000 mensen. De omzet bedroeg ca. US$ 11 miljard, waarvan de helft in Europa en een derde in Noord-Amerika werd gerealiseerd.